# Keiji Watanabe
Keiji Watanabe (渡邊 圭二 Watanabe Keiji?), född 28 januari 1985 i Shizuoka prefektur, är en japansk före detta fotbollsspelare.
Watanabe började sin karriär 2003 i Nagoya Grampus Eight (Nagoya Grampus). Han spelade 44 ligamatcher för klubben. 2009 flyttade han till Japan Soccer College. Efter Japan Soccer College spelade han för JEF United Chiba. Han avslutade karriären 2013.